# Intentio operis
Als intentio operis wird die genuine Absicht eines Textes bezeichnet. Die intentio operis wird unterschieden von der intentio auctoris – der dem Verfasser eines Textes unterstellten Absicht – und der intentio lectoris – der Absicht des jeweiligen Lesers.
Ein Text kann – etwa durch stilistische Schwächen – die Aussageabsicht seines Verfassers desavouieren; er kann aber auch, insbesondere im Bereich der Literatur ist dies der Fall, tatsächlich programmatisch Spracharbeit sein, die von den Meinungen des Autors abweichen soll. „Eine Rose ist eine Rose, ein Text ist ein Text – gerade deshalb, weil das nicht so ist, gibt es die Hermeneutik“ (U. Japp), heißt es in der Literaturtheorie.
Im Text kann schließlich auch der Eigenwille der Schrift begründet sein, nicht auf eine intentio operis zu zielen, sondern auf die Verhandelbarkeit jeder Intention; dies hat der Wiener Germanist Martin A. Hainz als intentio scripturae bezeichnet. Der Begriff soll dem von Jacques Derrida formulierten Sachverhalt Rechnung tragen, dass Schrift Temporalisation und Mittelbarkeit zeitigt, Lektüre also immer auch Intervention – mit Derrida: „Messianisches ohne Messianismus“, mit Walter Benjamin: „Nachreife auch der festgelegten Worte“ – bedeutet:

„Und die Differenz zu entfalten ist die Freiheit, zu der die Schrift selbst bestimmt ist, falls man dies noch eine Bestimmung heißen mag. An der Stelle der intentio operis steht die intentio scripturae.“